# Trừ Văn Thố (xã)
Trừ Văn Thố là một xã thuộc Thành phố Hồ Chí Minh, Việt Nam.

## Địa lý
Xã Trừ Văn Thố nằm ở phía bắc của huyện Bàu Bàng, có vị trí địa lý:
- Phía đông giáp huyện Phú Giáo
- Phía tây giáp xã Cây Trường II
- Phía nam giáp thị trấn Lai Uyên
- Phía bắc giáp tỉnh Bình Phước.

Xã Trừ Văn Thố có diện tích 27,65 km², dân số năm 2021 là 12.719 người, mật độ dân số đạt 460 người/km².

## Hành chính
Xã Trừ Văn Thố được chia thành 4 ấp: 1, 2, 3, 4.

## Lịch sử
Xã được đặt tên theo liệt sĩ Trừ Văn Thố (1936 – 1963).
Trước thế kỷ XX, vùng đất này vẫn còn là một vùng rừng núi rậm rạp, lác đác có những ngôi làng nhỏ của tộc người Xtiêng. Sau khi chính quyền thực dân Pháp thành lập tỉnh Thủ Dầu Một, địa bàn xã Trừ Văn Thố khi đó thuộc tổng Quản Lợi, quận Hớn Quản.
Khi chính quyền Việt Nam Cộng hòa cải cách địa giới hành chính, địa bàn xã Trừ Văn Thố ngày nay thuộc quận An Lộc, tỉnh Bình Long. Cuối năm 1958, chính quyền Ngô Đình Diệm cho thành lập khu dinh điền Hiếu Văn (sau đổi thành Văn Hữu) với 101 gia đình và 515 người trên phần đất gần tương ứng với địa bàn xã Trừ Văn Thố ngày nay.
Năm 1964, quận Chơn Thành được thành lập với 12 xã (tách 5 xã của An Lộc cũ với 7 xã mới thành lập). Bấy giờ chính quyền Diệm đã sụp đổ, các kế hoạch dinh điền và khu trù mật đều bị đình chỉ. Cụm dân cư của khu dinh điền Văn Hữu trước đó trực thuộc quận Chơn Thành, tỉnh Bình Long.
Sau khi Việt Nam thống nhất, các tỉnh Bình Dương, Bình Long, Phước Long, được hợp nhất thành tỉnh Sông Bé, Chơn Thành là một huyện thuộc tỉnh Sông Bé. Ngày 1 tháng 6 năm 1976, Ủy ban nhân dân tỉnh Sông Bé đã ra quyết định lấy địa bàn khu dinh điền Văn Hữu trước đây để thành lập xã kinh tế mới, đặt tên là xã Trừ Văn Thố thuộc huyện Chơn Thành.
Ngày 11 tháng 3 năm 1977, huyện Chơn Thành hợp nhất với các huyện Lộc Ninh và Hớn Quản thành huyện Bình Long, xã Trừ Văn Thố thuộc huyện Bình Long.
Ngày 6 tháng 11 năm 1996, Quốc hội ban hành Nghị quyết chia tỉnh Sông Bé thành hai tỉnh Bình Dương và Bình Phước. Theo đó, phần lớn huyện Bình Long thuộc tỉnh Bình Phước. Theo đó, xã Trừ Văn Thố được chuyển sang trực thuộc huyện Bến Cát, tỉnh Bình Dương.
Ngày 29 tháng 12 năm 2013, huyện Bến Cát được chia thành hai đơn vị hành chính là thị xã Bến Cát và huyện Bàu Bàng, xã Trừ Văn Thố trực thuộc huyện Bàu Bàng như hiện nay.